# Melinis minutiflora
Melinis minutiflora är en gräsart som beskrevs av Ambroise Marie François Joseph Palisot de Beauvois. Melinis minutiflora ingår i släktet Melinis och familjen gräs. Inga underarter finns listade i Catalogue of Life.

## Bildgalleri

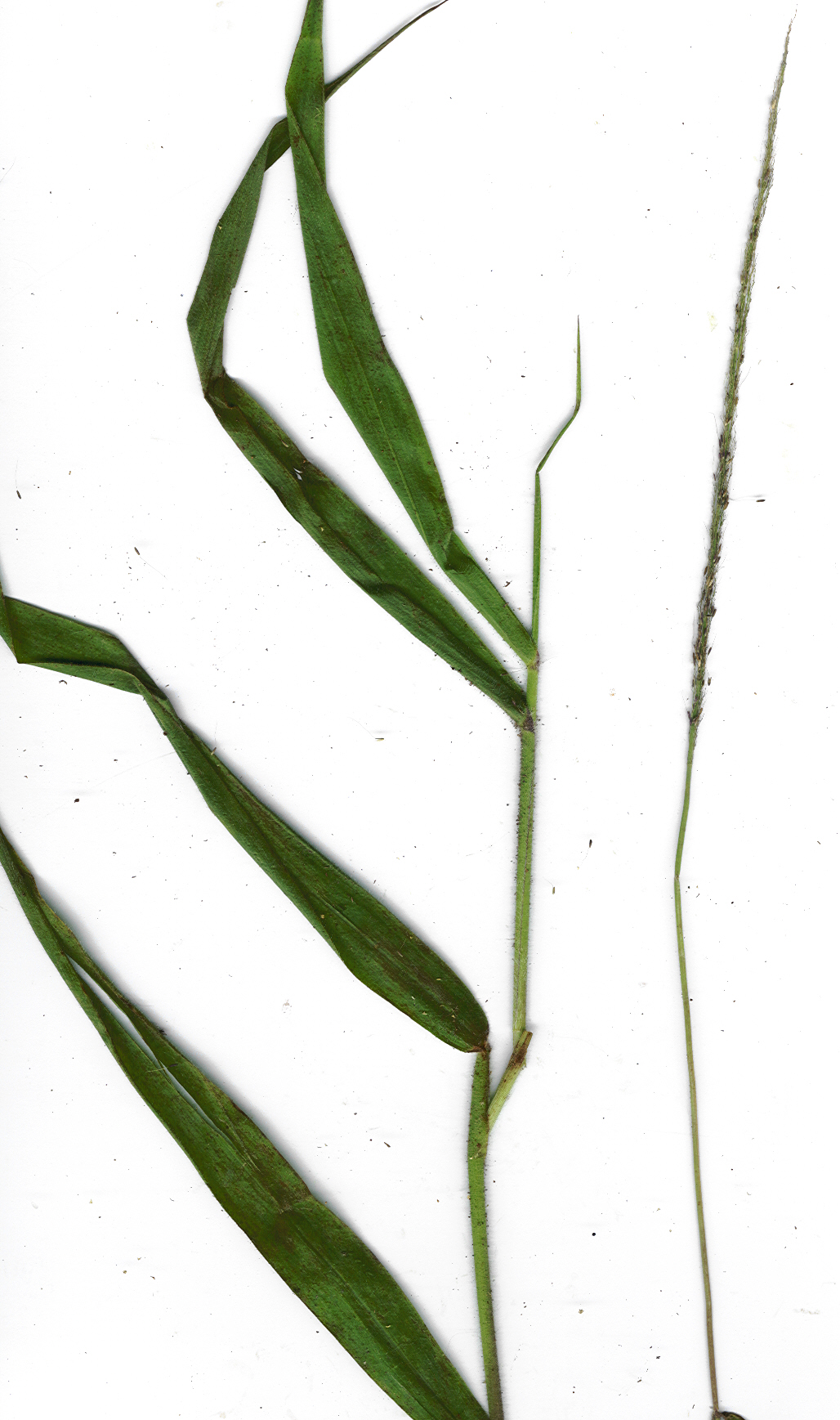
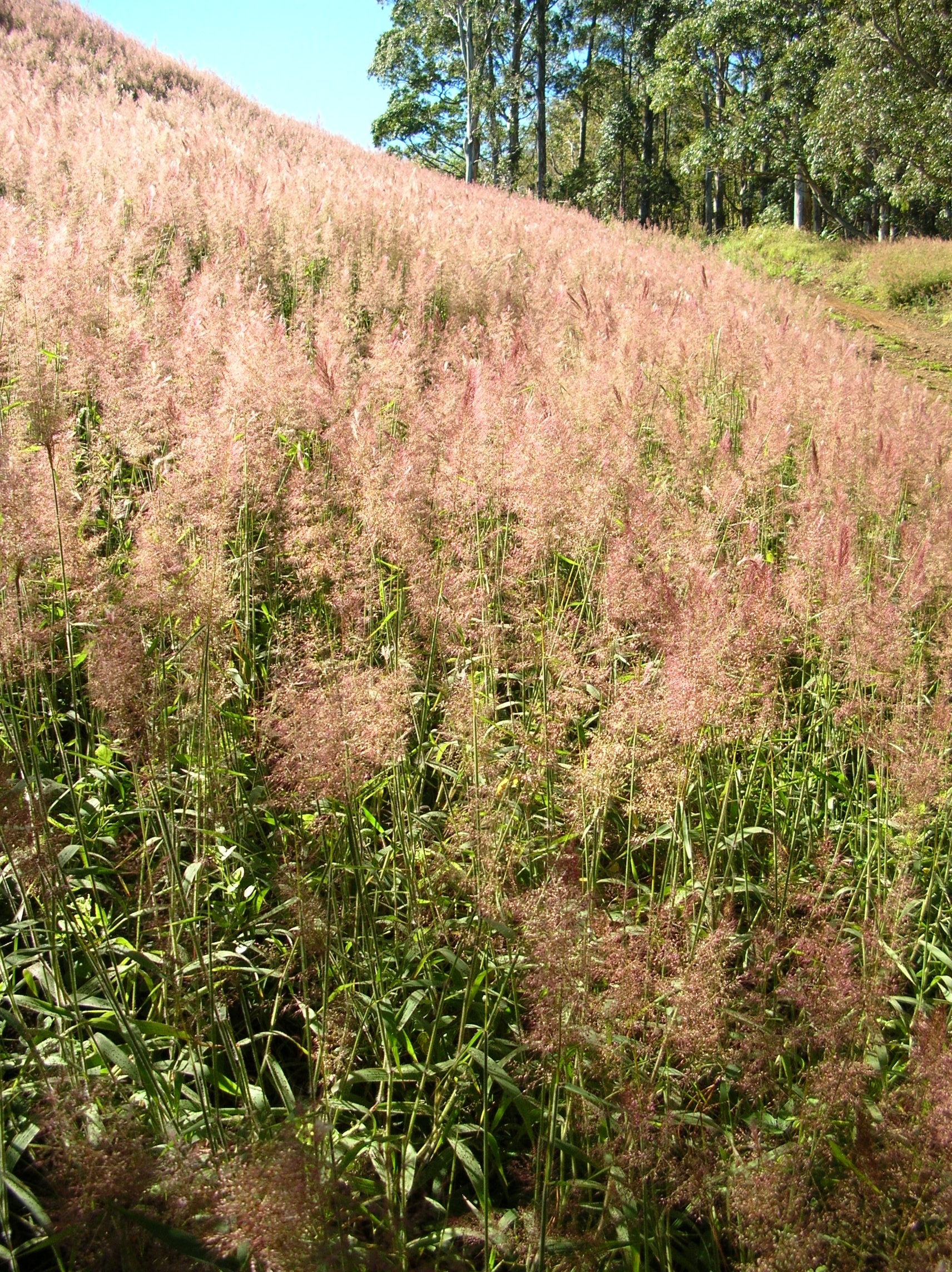
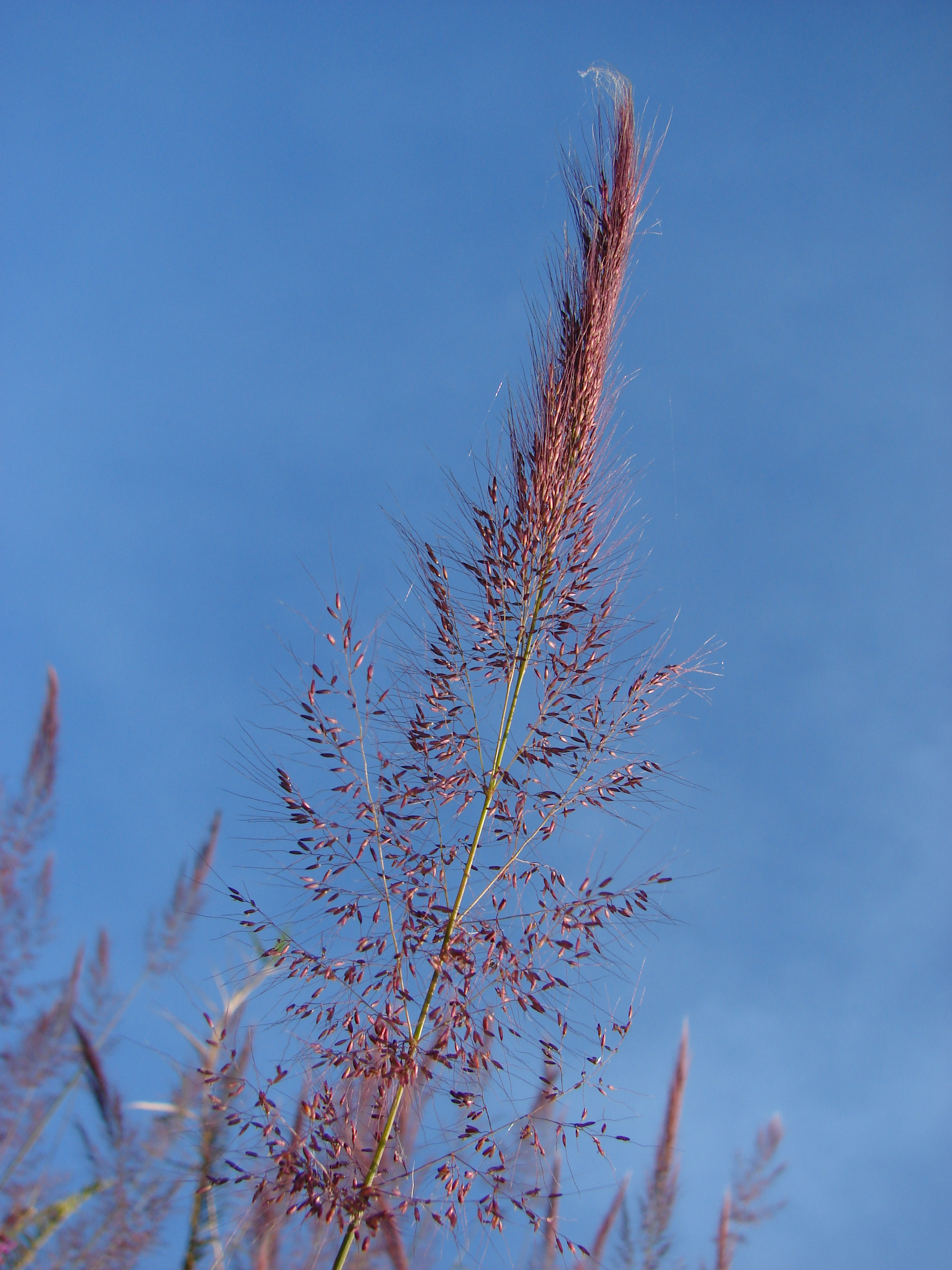
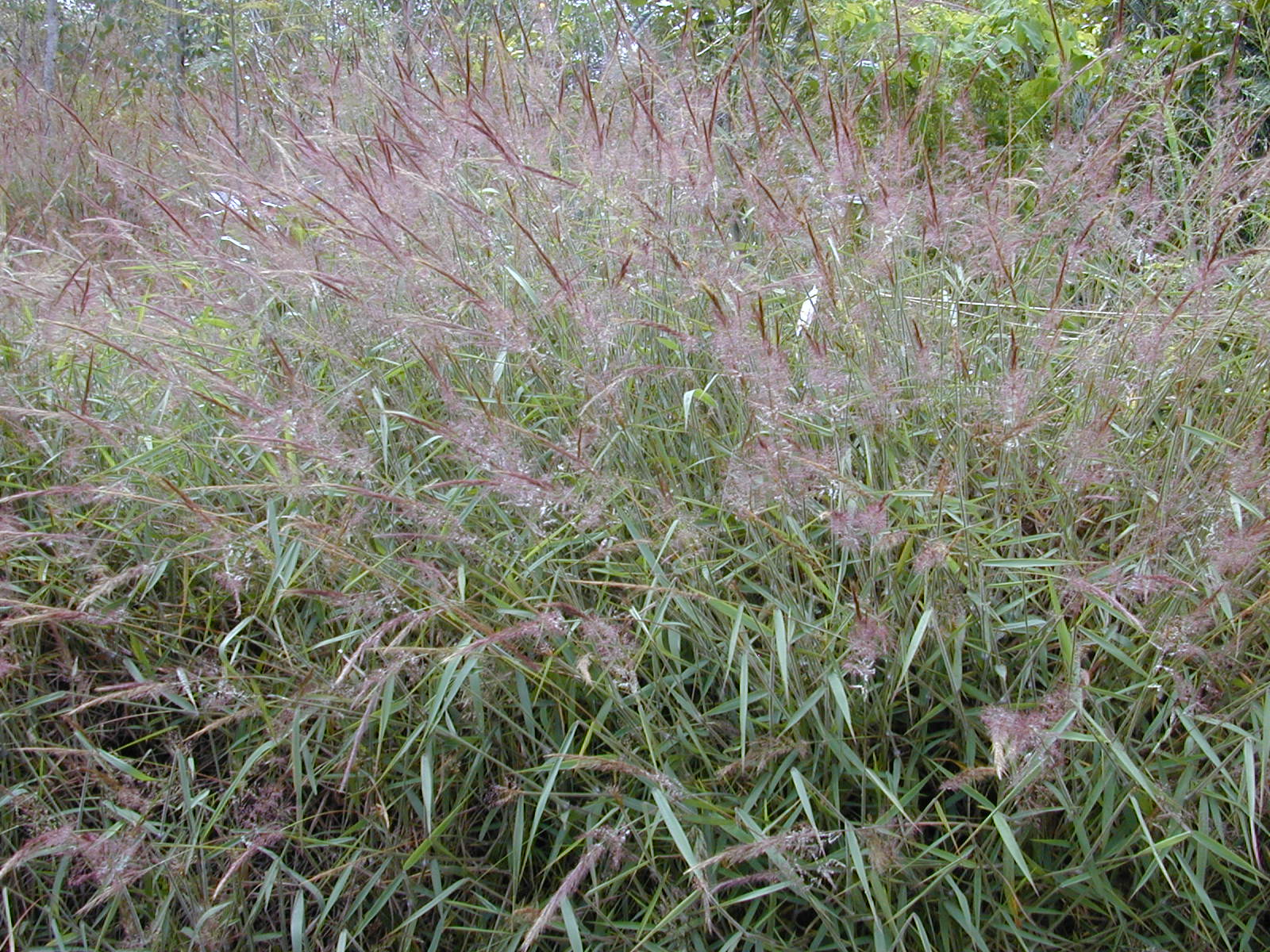
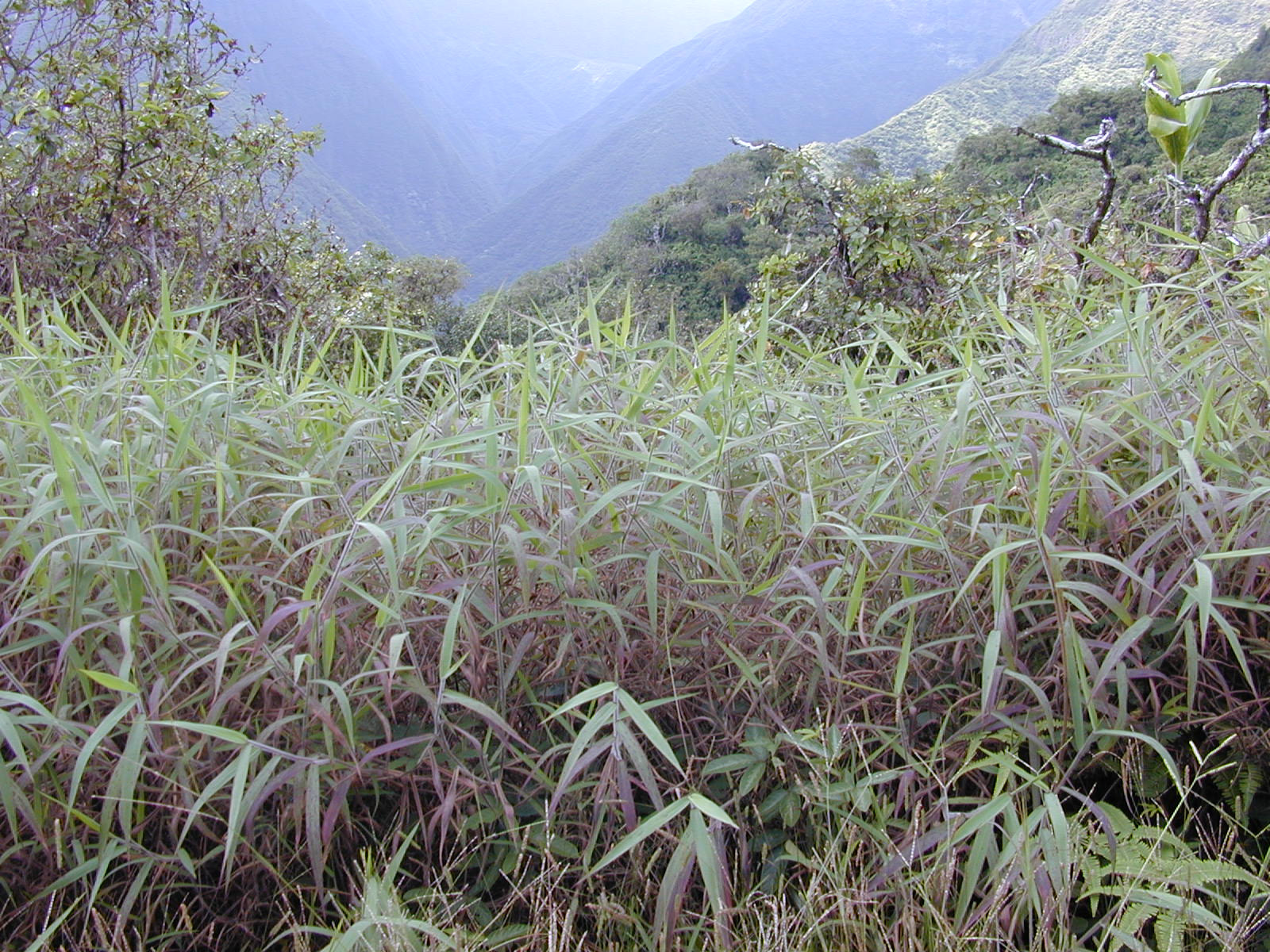
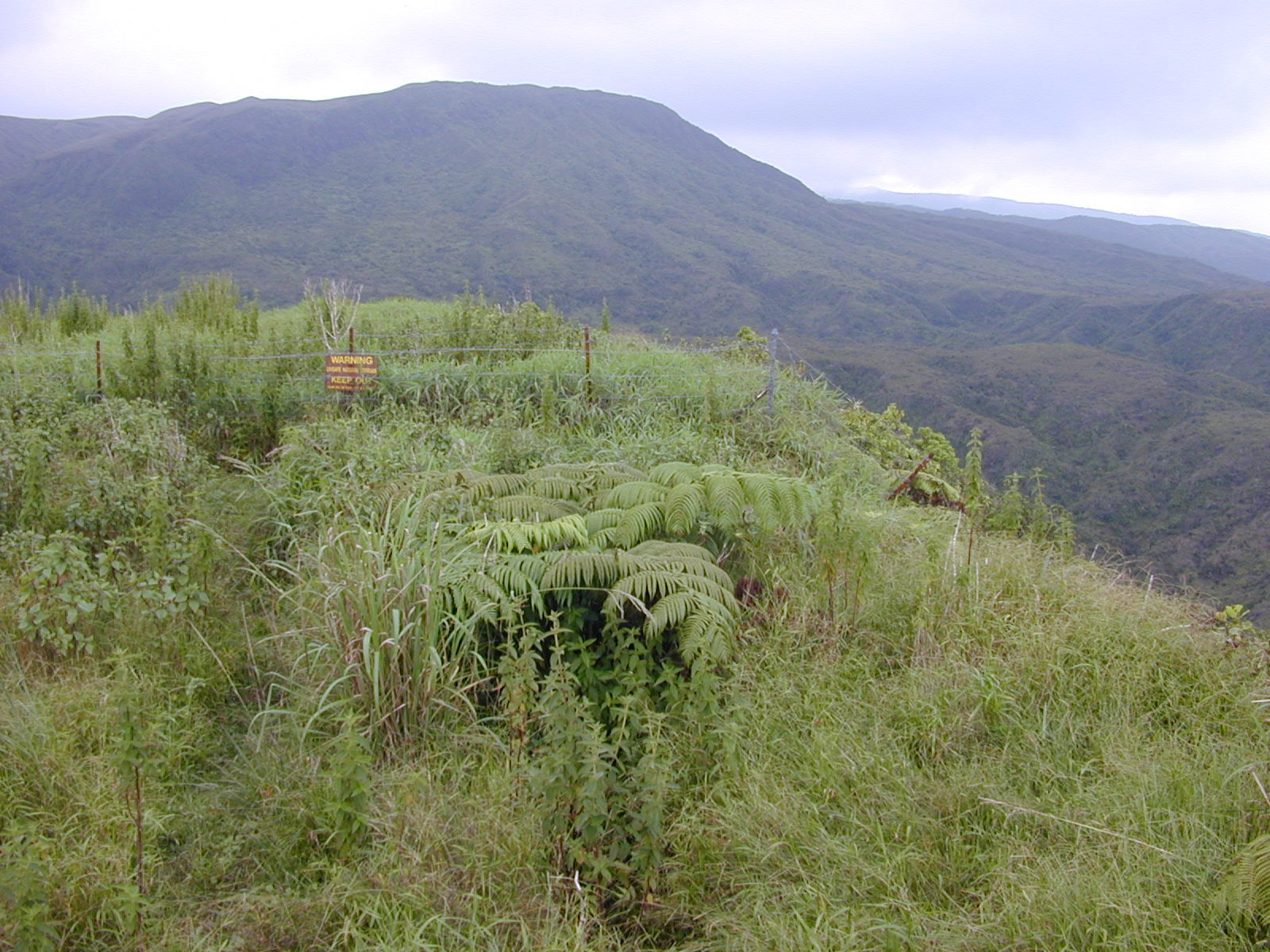